# Beaurepaire (cours d'eau)
Pour les articles homonymes, voir Beaurepaire.
Le Beaurepaire est une rivière de l'Aisne, en région Hauts-de-France, et un affluent droit du Vilpion. Le Vilpion conflue en rive droite dans la Serre, un sous-affluent de la Seine par l'Oise.

## Géographie
D'une longueur de 8,9 km, le Beaurepaire prend sa source à l'est de Laigny dans le hameau Beaurepaire d'où son nom, à 160 m d'altitude. 
La rivière conflue au nord-ouest de Saint-Gobert, en rive droite du Vilpion, à 103 m d'altitude après un parcours vers le sud-ouest. 

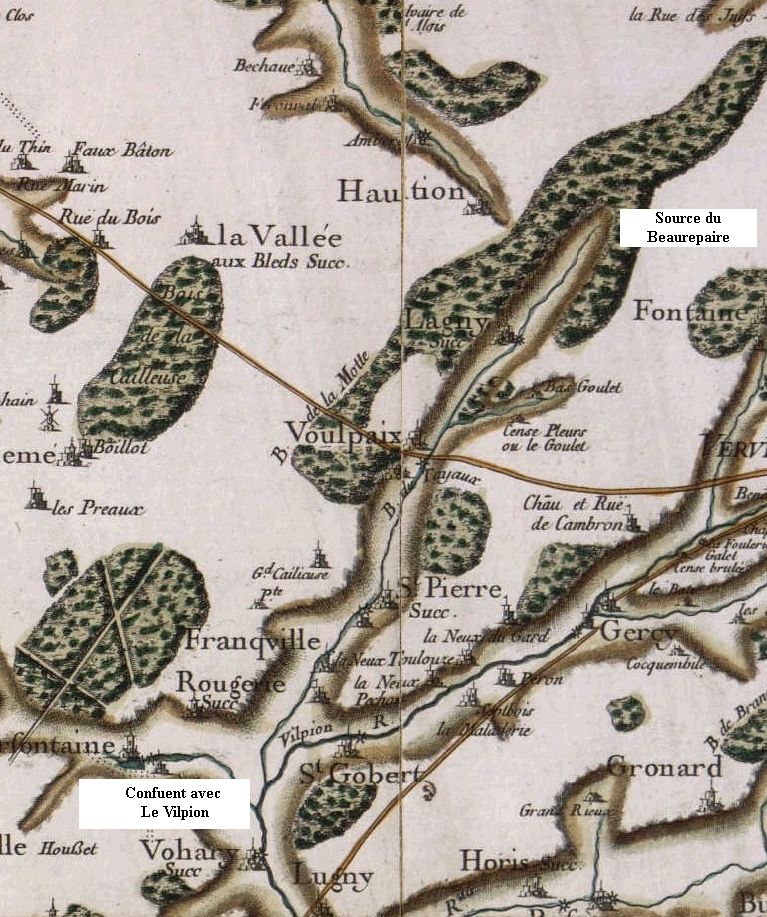
Carte de Cassini (vers 1750) montrant le cours de la rivière sur laquelle sont représentés 3 moulins à eau (roue dentée).

### Communes et cantons traversés
Dans le seul département de l'Aisne, le Beaurepaire traverse les cinq communes suivantes de Laigny (source), Voulpaix, Saint-Pierre-lès-Franqueville, Franqueville, et Saint-Gobert (confluence).
Soit en termes de cantons, le Beaurepaire prend source dans le canton de Vervins, et conflue dans le canton de Marle, le tout dans l'arrondissement de Vervins.

### Bassin versant
Le Beaurepaire traverse une seule zone hydrographique « Le Vilpion de sa source au confluent de la Brune (exclu) » (H011) de 169 km2 de superficie. Ce bassin versant est constitué à 87,98 % de « territoires agricoles », à 6,70 % de « territoires artificialisés », à 4,98 % de « forêts et milieux semi-naturels ».

### Organisme gestionnaire
L'organisme gestionnaire est le SIVU Syndicat intercommunal d'aménagement et de gestion du Vilpion amont et de ses affluents sis à l'Union des Syndicats de Rivières, à Vervins, qui est concerné par le Vilpion et ses affluents pour un linéaire de 85 km.

## Affluents
Le Beaurepaire a un seul tronçon affluent référencé : 
- un bras donc affluent et défluent sur la commune source de Laigny.

Géoportail signale néanmoins un affluent gauche au Beaurepaire : le ruisseau Le Goulet (rg), sur les deux communes de Laigny (source) et Voulpaix (confluence). La confluence s'effectue près de la rue du moulin bleu, et d'un élevage piscicole.

### Rang de Strahler
Le rang de Strahler est donc de deux.

## Aménagements et écologie
Des travaux pour protéger les berges du bétail sont déjà bien avancés (quatrième tranche).